# 4,6 × 30 mm
Le 4,6 × 30 mm est une munition créée par Heckler & Koch pour le H&K MP7.
La création du PDW (arme de défense personnelle) FN P90 impliqua la création d'une nouvelle munition, la SS190 5,7 x 28 mm, destinée à corriger les défauts du 9 mm et des munitions classiques utilisées dans les pistolets mitrailleurs.
Selon la même approche la firme Heckler & Koch créa une nouvelle munition, la 4,6 × 30 mm destinée au HK MP7. Il s'agit d'une munition de petit calibre au projectile léger et rapide dont la portée efficace est de 200 mètres et aux excellentes capacités de perforation. Cette munition bénéficie d'un excellent  rapport entre le recul et l'énergie cinétique, ce qui permet de la mettre en œuvre dans une arme très légère.
Ses caractéristiques sont les suivantes :
- masse de la balle : 1,6 gramme ;
- vitesse à la bouche : 725 m/s (MP7) ;
- énergie à la bouche : 420 joules ;
- portée effective : 200 m (MP7).